# Canacidae
Canacidae (лат.) — семейство насекомых из отряда двукрылых. Встречаются повсеместно, главным образом, в прибрежных районах морей и океанов. В семействе описано около 300 видов.

## Описание
Мухи очень мелких размеров; имеют длину тела 0,91—5,0 мм. Личинки развиваются в вянущих водорослях, которых выбросило на берег, или являются сапрофитами. Имеет тенденцию встречаться в засоленных местообитаниях (во вторую очередь в пресноводных биотопах), в основном мухи-талассобионты/галобионты. Canacidae обитают в умеренно-прохладных и тропических зонах земного шара, преимущественно на или вблизи морских берегов с океаническим климатом. Некоторые виды обитают внутри суши, обычно в солёной или щелочной среде, но иногда в луговых местообитаниях или в пресноводных ручьях на Гавайях. Подсемейство Apetaeninae является эндемиком субантарктических архипелагов, они связаны с колониями пингвинов и других морских птиц, иногда также обнаруживаются на водорослях и других морских отбросах, выброшенных на берег на скалистых супралиторалях. В Европе встречается всего 4 вида: Canace actites (Испания), Canace nasica (Азорские острова, Великобритания, Канарские острова, Франция, Ирландия, острова Мадейра, Испания, Афротропика), Canace salonitana (Крит, Хорватия) и Xanthocanace ranula (Бельгия, Великобритания, Канарские острова, Дания, Германия, Ирландия, Италия, Нидерланды).
Голова. Постоцеллярные щетинки головы развиты (отсутствуют или редуцированы у некоторых Canacinae); дорсальная лобно-глазничная щетинка латероклинатная; ротовые вибриссы слабо дифференцированы, за исключением видов Dasyrhicnoessa. Ариста дорсальная. Лицо иногда характеризуется двумя блестящими выступами латеральнее лицевой впадины, сразу над вибриссальной порой (Tethina, Pseudorhicnoessa) или поблизости (Afrotethina, Horaismoptera); лицо сильно вдавленное и короткое (Dasyrhicnoessa, Horaismopterinae) или с медиальным килем (Tethina) или даже отчетливо выпуклое (Canacinae). Щёки голые, за исключением вентрального ряда щетинок (перистомальные щетинки) или даже с несколькими анаклинатными сильными щетинками (Canacinae). Буккальные части вообще сильно склеротизованы у Canacinae.
Грудь: Развит прекоксальный мост. Прескутеллярные акростихальные щетинки развиты; предшовные дорсоцентральные щетинки дифференцированы; анеэпистерна с 2-3 развитыми задними щетинками, несущими увеличенную, изогнутую дорсально щетинку в заднедорсальном углу; обычно имеется 1 катепистернальная щетинка; развита проэпистернальная щетинка. Крыло обычно прозрачное, с мелкими плотными микротрихиями; субкоста слабеет на вершине, близко к жилке R1; жилка А1 короткая (кроме субантарктического рода Apetaenus); жилка А2 длинная, представлена в виде складки.
Брюшко: прегенитальные склериты самца короткие и сросшиеся; 6-й тергит самца сросся с 8-м стернитом, образуя обычно симметричный (за исключением некоторых видов Tethina) прегенитальный склерит; 7-й стернит самца утрачен; постгониты прочно соединены латерально с основанием фаллаподемы, отчётливо впереди базифаллуса; гипандрий, образующий оболочку или фаллическую мантию вокруг постгонита и базифаллуса; эпандрий с 1-2 парами сурстилей вентрально, иногда передний сурстилус отсутствует (Canacinae, Tethina); задний сурстилус частично сочленён или слит с эпандрием; внутренний базальный угол сурстилуса соединен с широким интерпарамеральным склеритом; церки от очень коротких до исключительно развитых (Horaismopterinae); постабдомен самки более или менее телескопически втянутый; 2 склеротизованных семяприемника различной формы, внизу с более узким цилиндрическим продолжением в семявыносящий проток; церки от субцилиндрических до сжатых или даже сужаются дистально, иногда с толстыми или заостренными шиповидными щетинками.

## Систематика
Известно около 300 видов и 27 родов. Взрослые стадии Canacidae похожи и иногда путаются с мухами-береговушки (Ephydridae), и большинство видов, описанных в XIX веке, были отнесены к Ephydridae. Канациды отличаются жилкованием крыла (ячейки bm и cup полные) и дополнительными сегментами брюшка (5 у самцов Ephydridae, 6 у Canacidae), которые у самок оканчиваются удлинённым и сросшимся эпипроктом + церком, несущим увеличенные, апикальные, шиповидные щетинки. В состав Canacidae включают то, что ранее считалось двумя семействами: Canacidae и Tethinidae. Некоторые авторы (Griffiths 1972) также отмечают некоторое сходство Canacidae с Chloropidae и Milichiidae. Согласно анализу Макалпина (McAlpine 1989), которая включала анализ 25 признаков семейств Canacidae и Tethinidae, надсемейство Carnoidea (= Chloropoidea) кладограмма включает семейства со следующими филогенетическими отношениями: ((Australimyzidae, Braulidae) Carnidae)((Tethinidae, Canacidae)((Milichiidae, Risidae) ((Cryptochetidae, Chloropidae)))).
Схема филогенетических взаимоотношений Canacidae с другими группами внутри Carnoidea показана ниже на схеме:
|  | \| \| Australimyzidae \| \| \| \| \| \| ? Braulidae \| \| \| \| |
|  |                                                                 |
|  | Carnidae                                                        |
|  |                                                                 |
|  | Australimyzidae                                                 |
|  |                                                                 |
|  | ? Braulidae                                                     |
|  |                                                                 |

|  | Australimyzidae |
|  |                 |
|  | ? Braulidae     |
|  |                 |

|  | Tethinidae |
|  |            |
|  | Canacidae  |
|  |            |

|  | Milichiidae |
|  |             |
|  | Risidae     |
|  |             |

|  | Cryptochetidae |
|  |                |
|  | Chloropidae    |
|  |                |

|  | Milichiidae |
|  |             |
|  | Risidae     |
|  |             |

|  | Cryptochetidae |
|  |                |
|  | Chloropidae    |
|  |                |

|  | Tethinidae |
|  |            |
|  | Canacidae  |
|  |            |

|  | Milichiidae |
|  |             |
|  | Risidae     |
|  |             |

|  | Cryptochetidae |
|  |                |
|  | Chloropidae    |
|  |                |

|  | Milichiidae |
|  |             |
|  | Risidae     |
|  |             |

|  | Cryptochetidae |
|  |                |
|  | Chloropidae    |
|  |                |

|  | \| \| Australimyzidae \| \| \| \| \| \| ? Braulidae \| \| \| \| |
|  |                                                                 |
|  | Carnidae                                                        |
|  |                                                                 |
|  | Australimyzidae                                                 |
|  |                                                                 |
|  | ? Braulidae                                                     |
|  |                                                                 |

|  | Australimyzidae |
|  |                 |
|  | ? Braulidae     |
|  |                 |

|  | Tethinidae |
|  |            |
|  | Canacidae  |
|  |            |

|  | Milichiidae |
|  |             |
|  | Risidae     |
|  |             |

|  | Cryptochetidae |
|  |                |
|  | Chloropidae    |
|  |                |

|  | Milichiidae |
|  |             |
|  | Risidae     |
|  |             |

|  | Cryptochetidae |
|  |                |
|  | Chloropidae    |
|  |                |

|  | Tethinidae |
|  |            |
|  | Canacidae  |
|  |            |

|  | Milichiidae |
|  |             |
|  | Risidae     |
|  |             |

|  | Cryptochetidae |
|  |                |
|  | Chloropidae    |
|  |                |

|  | Milichiidae |
|  |             |
|  | Risidae     |
|  |             |

|  | Cryptochetidae |
|  |                |
|  | Chloropidae    |
|  |                |

### Классификация
Традиционно в эту группу входили только представители семейства Canacidae sensu stricto. Каталог Матиса (1992) этого семейства состоял из 113 видов 12 родов и выделял три подсемейства (Canacinae, Nocticanacinae, Zaleinae). Матис и Мунари (1996) перенесли Zaleinae в Tethinidae, когда они опубликовали свой каталог тетинид, потому что это подсемейство считалось промежуточным между двумя семействами. Согласно их определению, Tethinidae включали 126 видов из 14 родов, объединённых в пять подсемейств (Apetaeninae, Horaismopterinae, Pelomyiinae, Tethininae, Zaleinae). Макалпин (2007) значительно изменил концепцию этого семейства, когда он включил семейство Tethinidae как часть более таксономически широкого Canacidae sensu lato. Наконец, Мунари и Матис (2010) обновили предыдущие каталоги и теперь признают шесть подсемейств, включающих в общей сложности 307 видов в 27 родах Canacidae.
- Подсемейство Canacinae Jones, 1906[9]
  - Триба Canacini Jones, 1906[9]
    - Canace Haliday in Curtis, 1837 [10]

  - Триба Dynomiellini Mathis, 1982 (или подтриба в Canacini)[10][11]
    - Canacea Cresson, 1924[12]
    - Chaetocanace Hendel, 1914[13]
    - Dynomiella Giordani Soika, 1956[14]
    - Isocanace Mathis, 1982[11]
    - Trichocanace Wirth, 1951[15]
    - Xanthocanace Hendel, 1914[13]

  - Триба Nocticanacini (или подсемейство Nocticanacinae Mathis, 1982)[16]
    - Canaceoides Cresson, 1934[17]
    - Nocticanace Malloch, 1933 [16]
    - Paracanace Mathis & Wirth, 1978
    - Procanace Hendel, 1913
- Подсемейство Apetaeninae Mathis & Munari, 1996[18]
  - Apetaenus Eaton, 1875[19]
- Подсемейство Horaismopterinae Sabrosky, 1978[20]
  - Horaismoptera Hendel, 1907[21]
  - Tethinosoma Malloch, 1930[22]
- Подсемейство Pelomyiinae
  - Masoniella Vockeroth
  - Neopelomyia Hendel
  - Pelomyia Williston
  - Pelomyiella Hendel
- Подсемейство Tethininae Hendel, 1916[23][24]
  - Afrotethina Munari, 1986[25]
  - Dasyrhicnoessa Hendel, 1934[26]
  - Plesiotethina Munari, 2000[27]
  - Pseudorhicnoessa Malloch, 1914[28]
  - Sigaloethina Munari, 2004[29]
  - Tethina Haliday in Curtis, 1837[10]
  - Thitena Munari, 2004[29]
- Подсемейство Zaleinae McAlpine, 1985
  - Zalea McAlpine, 1985
  - Suffomyia Freidberg, 1995[30]